# Phép trừ

"5 − 2 = 3" (bằng lời nói, là "năm trừ hai bằng ba")

Một bài toán ví dụ

Trong số học, phép trừ (tiếng Anh: Substraction) thường được biểu thị bằng ký hiệu trừ "-" là một trong bốn phép toán hai ngôi; nó là đảo ngược của phép cộng, nghĩa là nếu chúng ta bắt đầu với một số bất kỳ, thêm một số bất kỳ khác, và rồi bớt đi đúng số mà chúng ta thêm vào, chúng ta được con số chúng ta đã bắt đầu. Phép trừ được thể hiện bằng dấu trừ, đối lập với việc dùng dấu cộng cho phép cộng.
Bởi vì phép trừ không có tính chất giao hoán, có hai toán hạng được đặt tên. Những tên thường dùng trong biểu thức
c − b = a
là số bị trừ (c) − số trừ (b) = hiệu (a).
Phép trừ thường được dùng trong bốn quá trình liên quan đến nhau:
1. Từ một bộ cho trước, lấy đi (trừ) một số vật. Ví dụ, 5 quả táo trừ đi 2 quả thì còn 3 quả.
2. Từ một phép đo lường cho trước, lấy đi một số lượng tính trong cùng một đơn vị đo. Nếu tôi nặng 200 kg, và giảm đi 10 kg, vậy thì tôi nặng 200 − 10 = 190 (kg).
3. So sánh hai vật có lượng như nhau để tìm điểm khác biệt giữa chúng. Ví dụ, sự khác nhau giữa 800 đô la và 600 đô la là 800 đô la − 600 đô la = 200 đô la. Còn được biết đến là so sánh trừ.
4. Để tìm khoảng cách giữa hai nơi ở một khoảng cách cố định tính từ điểm bắt đầu. Ví dụ, nếu, trên đường cao tốc, bạn thấy một người soát vé nói rằng 150 km  và sau đó bạn thấy người soát vé khác nói 160 km, bạn đã đi 160 − 150 = 10 (km).

Ở trong toán học, thường là tiện khi coi hay quy định phép trừ như một phép cộng, phép cộng của phép nghịch đảo bổ sung. Chúng ta có thể coi 7 − 3 = 4 như là tổng của hai số hạng: 7 và −3. Theo cách này, có thể cho phép chúng ta áp dụng phép trừ với tất cả những quy tắc quen thuộc và thuật ngữ của phép cộng. Phép trừ không có tính chất kết hợp hoặc giao hoán, trong khi phép cộng của hai số hạng thì lại có cả hai tính chất này.

## Các phương pháp tính
Có ba phương pháp chính để trừ các số nguyên và số thập phân được giảng dạy trong các trường học trên thế giới.

### Phép trừ nhớ
Phương pháp này còn được gọi là phép trừ kiểu Áo, được dùng ở một số quốc gia như Áo, Đức và Việt Nam.
Trừ theo thứ tự từ phải sang trái.  Khi trong cùng một hàng mà chữ số bị trừ bé hơn chữ số trừ, ta phải mượn 1 ở hàng tiếp theo để trừ (vẫn được coi là nhớ 1). Bù lại, ta cộng 1 ở số trừ trong hàng sau.

#### Ví dụ
Sử dụng phép nhớ trong phép trừ 352 - 173:
```
  3 5 2
- 1 7 3
  
1
 
1

———————
  1 7 9
```

- Hàng đơn vị: 2 không trừ được 3, lấy 12 trừ 3 bằng 9, viết 9 nhớ 1.
- Hàng chục: 7 cộng 1 bằng 8, 5 không trừ được 8, lấy 15 trừ 8 bằng 7, viết 7 nhớ 1.
- Hàng trăm: 1 cộng 1 bằng 2, 3 trừ 2 bằng 1, viết 1. Kết quả là 179.

### Phép trừ mượn
Phương pháp này còn được gọi là phép trừ kiểu Mỹ, được dùng ở đa số các quốc gia trên thế giới.
Trừ theo thứ tự từ phải sang trái. Khi trong cùng một hàng mà chữ số bị trừ bé hơn chữ số trừ, ta phải mượn 1 ở hàng tiếp theo để trừ. Sau đó, ta trừ 1 ở số bị trừ trong hàng sau.

#### Ví dụ
Sử dụng phép mượn trong phép trừ 352 - 173:
```
  
2
 
14
 
12

  
3
 
5
 
2

- 1 7 3
———————
  1 7 9
```

- Hàng đơn vị: 2 không trừ được 3; mượn 1 từ hàng chục, được 12 trừ 3 bằng 9.
- Hàng chục: 5 trừ (bị mượn) 1 bằng 4, 4 không trừ được 7; mượn 1 từ hàng trăm, được 14 trừ 7 bằng 7.
- Hàng trăm: 3 trừ (bị mượn) 1 bằng 2, 2 trừ 1 bằng 1. Kết quả là 179.

Chú ý: Nếu tại một hàng, chữ số bị trừ cần mượn là 0, ta cần mượn luôn từ hàng tiếp theo. Có thể phải thực hiện điều này vài lần cho đến khi gặp một chữ số bị trừ khác 0. Ví dụ phép tính 6000 - 3185:
```
  
5 9 9
 
10

  
6 0 0
 
0

- 3 1 8 5
—————————
  2 8 1 5
```

- Hàng đơn vị: 0 không trừ được 5, mượn 1 từ hàng chục; được 10 trừ 5 bằng 5.
- Hàng chục: 0 không mượn được 1, phải mượn luôn từ hàng trăm. Chữ số hàng trăm cũng là 0 nên không mượn được, ta mượn luôn từ hàng nghìn. 600 trừ 1 bằng 599 (gạch số 600 ở ba hàng này để thay bằng số 599). Ta lấy 9 trừ 8 bằng 1.
- Hàng trăm: 9 trừ 1 bằng 8.
- Hàng nghìn: 5 trừ 3 bằng 2. Kết quả là 2815.

#### Áp dụng cho tạp số
Tạp số được định nghĩa là số không được viết theo đơn vị thập phân (như số đo thời gian, số đo góc,...). Để trừ hai tạp số, ta trừ từng đơn vị với nhau, nếu số đơn vị bị trừ bé hơn số đơn vị trừ thì phải mượn từ đơn vị tiếp theo. Ví dụ dưới đây là kết quả của phép trừ 2 giờ 25 phút 36 giây cho 1 giờ 38 phút 40 giây.
```
    
1
     
84
      
96

    
2
 giờ 
25
 phút 
36
 giây
-   1 giờ 38 phút 40 giây
—————————————————————————
    0 giờ 46 phút 56 giây
```

- 36 giây không trừ được 40 giây, cần mượn 1 phút (60 giây); được 96 - 40 = 56 (giây).
- 25 phút trừ (bị mượn) 1 phút còn 24 phút, 24 phút không trừ được 38 phút, cần mượn 1 giờ (60 phút); được 84 - 38 = 46 (phút).
- 2 giờ trừ (bị mượn) 1 giờ còn 1 giờ, 1 giờ trừ 1 giờ bằng 0 giờ. Kết quả là 46 phút 56 giây.

### Khoảng cách giữa hai số
Phương pháp này được sử dụng ở nhiều trường học ở Mỹ từ thập niên 2010 và cũng đã từng trở thành một trở ngại lớn trong việc dạy và học do tính "rườm rà" của nó. Trong phương pháp này, từ số trừ, ta chọn các khoảng cách phù hợp để tăng dần nó lên thành các số tròn chục, tròn trăm,... cho đến khi thành số bị trừ.

#### Ví dụ
Sử dụng phương pháp khoảng cách trong phép trừ 352 - 173:
- Bắt đầu với số 173, cộng thêm một khoảng cách để thành số tròn chục: 173 + 7 = 180
- Cộng thêm một khoảng cách để thành số tròn trăm: 180 + 20 = 200
- Cộng thêm một khoảng cách để thành số gồm 3 trăm như số bị trừ: 200 + 100 = 300
- Cộng thêm một khoảng cách để thành số gồm 5 chục và 3 đơn vị như số bị trừ: 300 + 52 = 352
- Sau cùng, cộng các khoảng cách lại để ra đáp số: 7 + 20 + 100 + 52 = 179

### Trừ số thập phân
Để trừ hai số thập phân, có thể áp dụng phương pháp khoảng cách (như trên) hoặc đặt tính hàng dọc (với điều kiện các số và dấu phẩy phải đặt thẳng hàng nhau). Hàng nào thiếu chữ số thì có thể coi là chữ số 0.

#### Ví dụ
Sử dụng phương pháp hàng dọc trong phép trừ 1,27 - 0,983:
```
  1,270
- 0,983
———————
  0,287
```

Ta nhận thấy, các dấu phẩy được đặt thẳng hàng nhau nên ở hàng phần nghìn của số bị trừ, ta thêm một chữ số 0 để được ba chữ số ở phần thập phân như số trừ.

## Trừ số nguyên
{\displaystyle a-0=a}
{\displaystyle a-a=0}
{\displaystyle a-(-a)=2a}
{\displaystyle a-b=a+(-b)}

## Trừ phân số
{\displaystyle a-{\frac {b}{c}}={\frac {ac-b}{c}}}
{\displaystyle {\frac {a}{b}}-{\frac {c}{d}}={\frac {ad-bc}{bd}}}

## Trừ hỗn số
{\displaystyle a-b{\frac {c}{d}}=a-{\frac {bd+c}{d}}}
{\displaystyle a-b{\frac {c}{d}}={\frac {ad-bd-c}{d}}}